# Обсада на Неапол (536)
Обсадата на Неапол през 536 г. трае двадесет дена и завършва с превземане на град Неапол от войската на източно римския (византийски) военачалник Велизарий по време на Готската война.
Неапол е завладян след 20 дена чрез предателството на един исавриец. Гарнизонът на готите от 800 души е затворен. Части от населението са поробени и продадени в Северна Африка. Помощните хунски войници, масагетите, ограбват и разрушават града.